# عرفان مكي
عرفان مكي (بالإنجليزية Irfan Makki) هو مغني ومؤلف أغاني ومنشد كندي من أصل باكستاني.

## عنه
ولد مكي في الطائفة السيخية، وفيما بعد أشهر إسلامه، ويتخصص في الأناشيد الإسلامية وهو أحد فناني تسجيلات أوايكننغ (Awakening Records) المتخصصة بالموسيقى الإسلامية مع اتفاق توزيع مع سوني ميوزيك.

## بدايته
بدايات عرفان مكي الفنية كانت في عام 1997 حيث أصدر سي دي منفرد بعنوان Reminisce كما ظهر في سي دي لمجموعة أغاني مع Light Upon Light. عام 2006 أصدر ألبومه بعنوان Salam وهو مؤلف من تسع أناشيد. بعد توقيعه مع Awakening Records، أصدر ألبوما ناجحا بعنوان I Believe مع 13 أنشودة، من ضمنها أغنية مع المغني اللبناني السويدي ماهر زين بعنوان "I Believe" (أي «أنا أؤمن»). .

## الألبومات
.
- 2006: سلام
- 2011: «أنا أؤمن» بالاشتراك مع الفنان السويدي واللبناني ماهر زين.